# سيدريك بادجيك
سيدريك بادجيك (بالفرنسية: Cedric Badjeck) (25 يناير 1995 بالكاميرون - 21 يوليو 2025) هو لاعب كرة قدم كاميروني في مركز الهجوم. لعب مع نادي أوترخت ونادي إكسلسيور.

## روابط خارجية
- سيدريك بادجيك على موقع قاعدة بيانات كرة القدم.إي يو (الإنجليزية)
- سيدريك بادجيك على موقع Soccerway.com (الإنجليزية)